# Milpeus
Milpeus és el nom comú de diverses espècies de miriàpodes de la classe dels diplòpodes. El terme s'aplica només a aquells diplòpodes de cos allargat i cilíndric, ja que molts diplòpodes són curts i rabassuts; cal tenir en compte que els diplòpodes són un grup molt ampli i divers (més de 12.000 espècies).

## Característiques
Els milpeus tenen el cos dividit en cap i tronc; el cap és petit i porta les antenes sensorials, els ulls simples i les peces bucals. El tronc, a diferència dels seus parents, els centcames, té dos parells de potes en la majoria dels segments. També, a diferència dels centcames, que són verinosos, els milpeus no tenen ni glàndules ni aparell inocular de verí i són totalment inofensius.
Això no obstant, quan són molestats, molts milpeus s'enrotllen en espiral i secreten un líquid pestilent i irritant per dissuadir als seu enemics, que pot produir irritacions a la pell humana.
El diplòpode més llarg (gairebé 30 cm) és el milpeus gegant africà (Archispirostreptus gigas), i el que té més potes (375 parells) és Illacme plenipes, de Califòrnia que, evidentment, és l'animal conegut amb més potes.

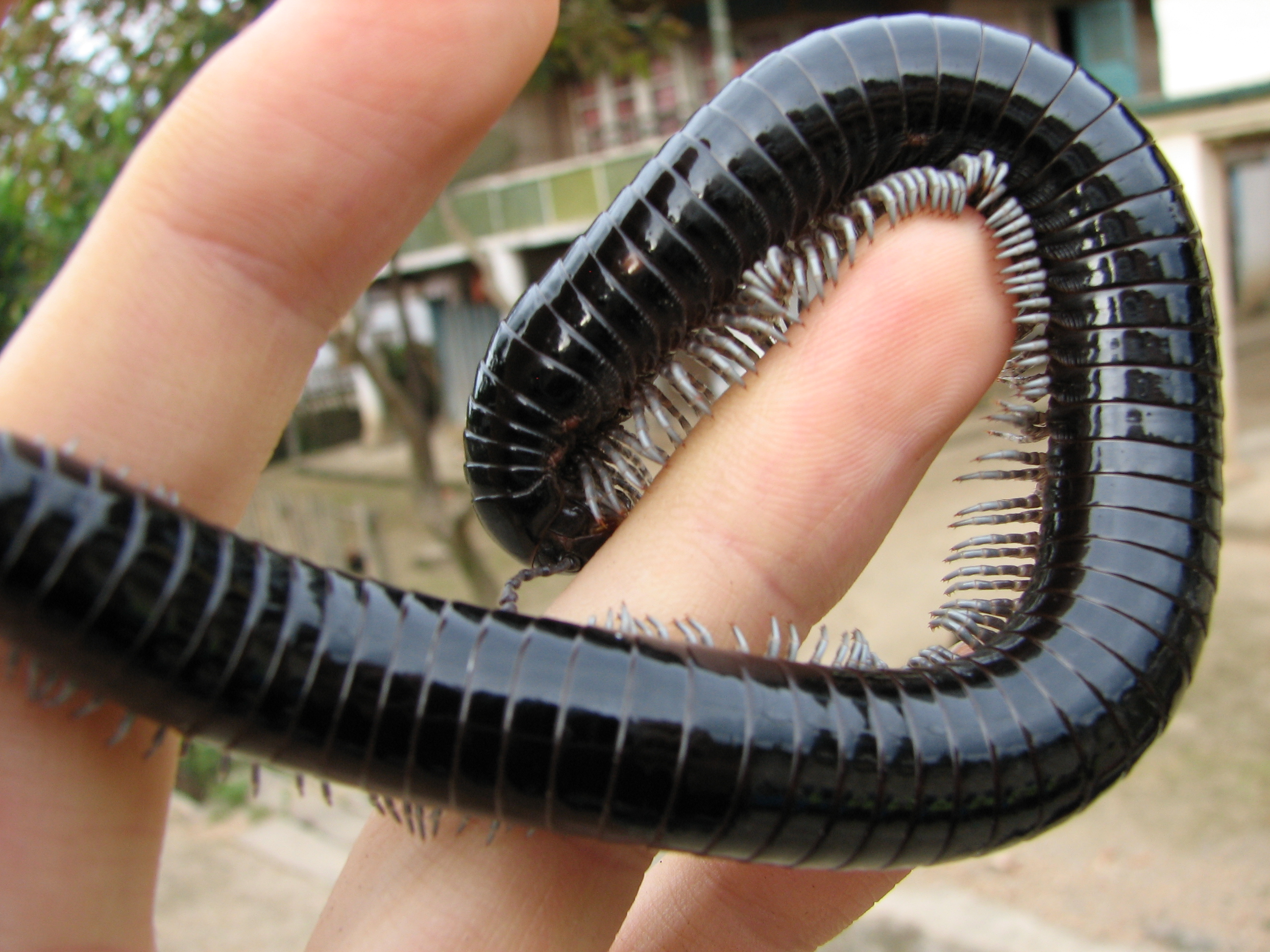
Un milpeus gegant
- Un milpeus caminant
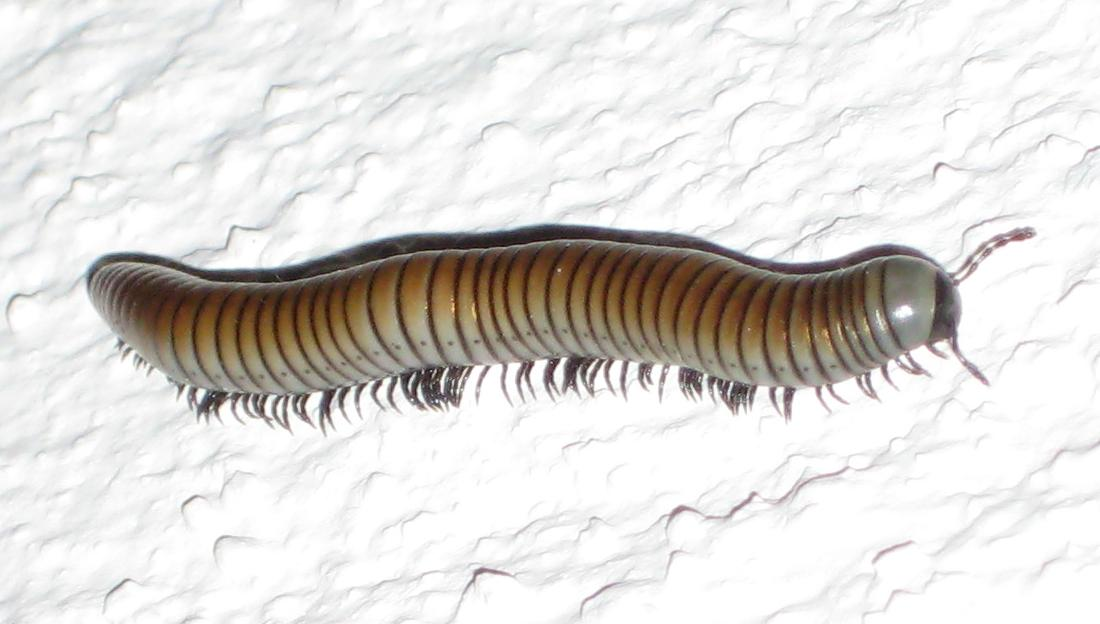
Un milpeus fotografiat a Alacant
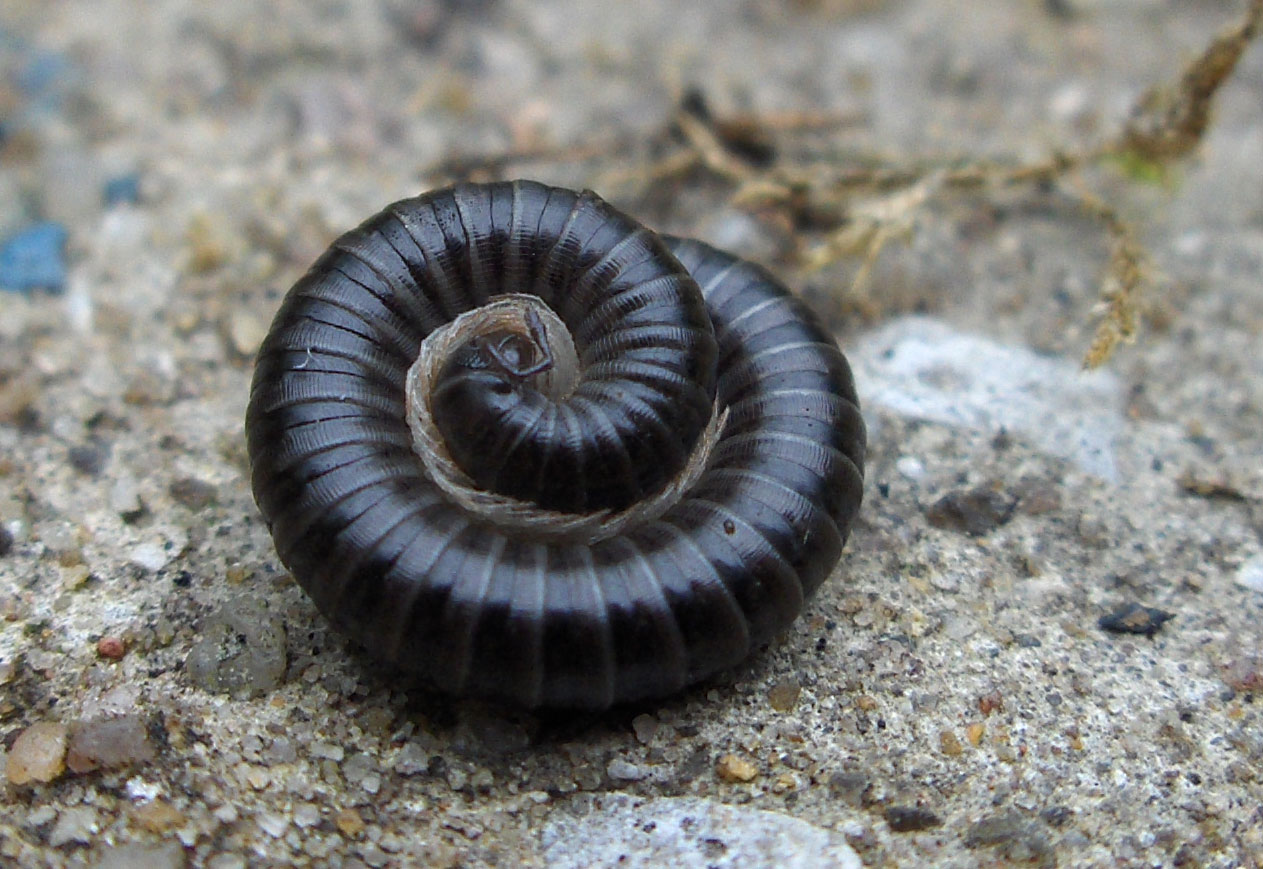
Un milpeus en posició defensiva
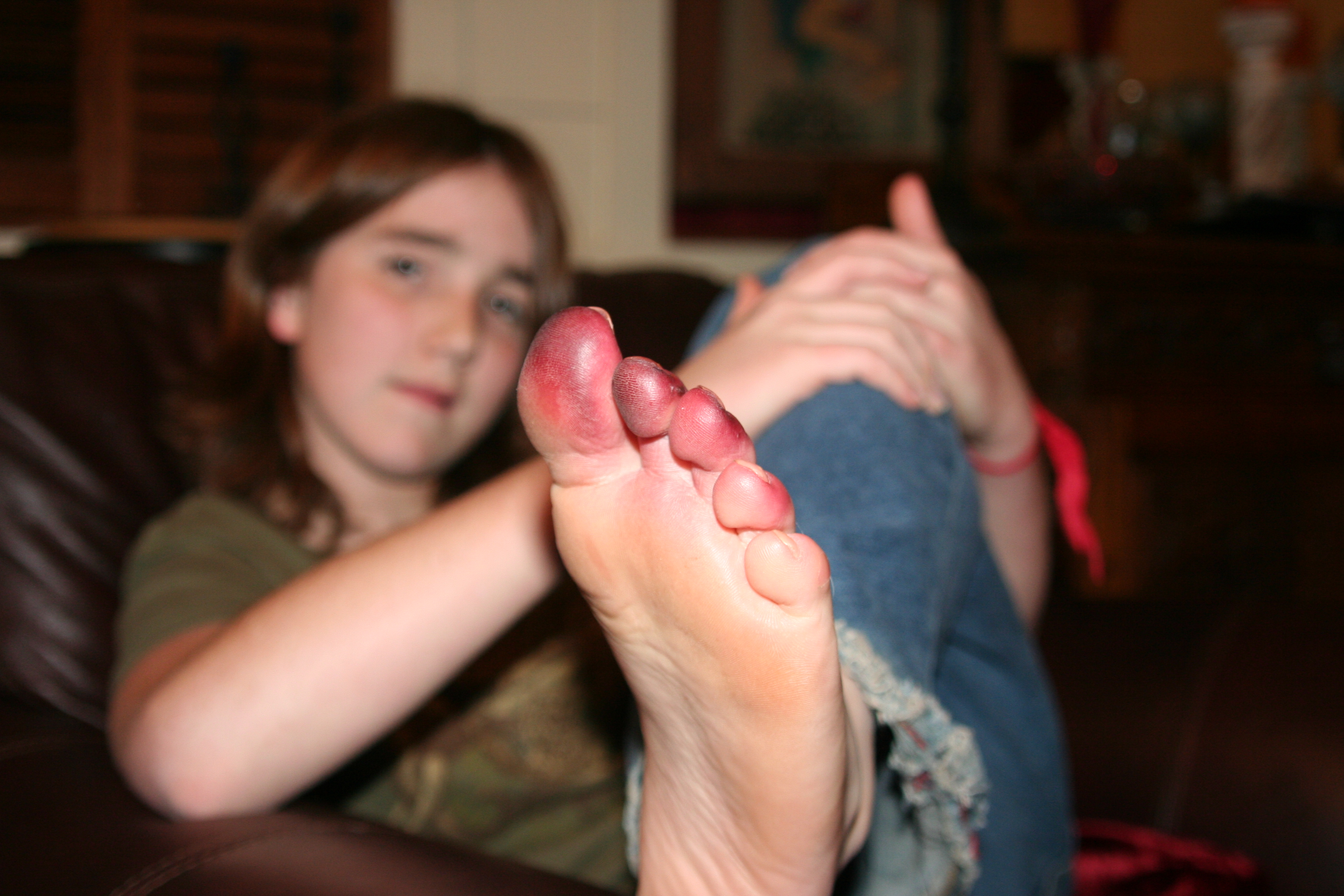
Efectes de la toxicitat dels milpeus; el jove va ficar el peu a la sabata i va esclafar un milpeus que hi havia entrat la nit anterior